# Schultesia benthamiana
Schultesia benthamiana là một loài thực vật có hoa trong họ Long đởm. Loài này được Klotzsch ex Griseb. miêu tả khoa học đầu tiên năm 1849.